# Cryphia polyphaenoides
Cryphia polyphaenoides är en fjärilsart som beskrevs av Edward P. Wiltshire 1962. Cryphia polyphaenoides ingår i släktet Cryphia och familjen nattflyn. Inga underarter finns listade i Catalogue of Life.